# نادي طلبيرة
نادي طلبيرة لكرة القدم هو نادي كرة قدم إسباني يتمركز في طلبيرة، في منطقة قشتالة-لا مانتشا ذاتية الحكم. تأسس في 2011 بعد اندماج ناديي سان برودينسيو وريال طلبيرة، يلعب في الدرجة الثانية ب – المجموعة 1، ويستظيف مبارياته في ملعب إل برادو، بسعة 6000 متفرج.